# Râul Dobriașul Mare
Râul Dobriașul Mare este un râu afluent al Râului Tàrgului.